# Margaret Varner Bloss
Margaret Varner Bloss (née le 4 octobre 1927 à El Paso) est une joueuse de tennis américaine des années 1950. 
Elle a notamment atteint la finale du double dames à Wimbledon en 1958, associée à Margaret Osborne duPont.
Margaret Varner Bloss s'est aussi particulièrement illustrée au squash et au badminton, représentant son pays dans les compétitions du monde entier.

## Palmarès (partiel)

### Titre en simple dames
| No | Date       | Nom et lieu du tournoi                                | Catégorie | Surface      | Finaliste         | Score     |          |
| -- | ---------- | ----------------------------------------------------- | --------- | ------------ | ----------------- | --------- | -------- |
| 1  | 15-07-1962 | Middle States Grass Court Championships, Philadelphie |           | Gazon (ext.) | M. Osborne duPont | 10-8, 6-3 | Parcours |

### Titres en double dames
| No | Date       | Nom et lieu du tournoi                           | Catégorie | Surface      | Partenaire        | Finalistes                          | Score         |          |
| -- | ---------- | ------------------------------------------------ | --------- | ------------ | ----------------- | ----------------------------------- | ------------- | -------- |
| 1  | 24-07-1961 | Pennsylvania Grass Court Championships Haverford |           | Gazon (ext.) | M. Osborne duPont | Carole Caldwell Billie Jean Moffitt | 6-2, 6-2      | Parcours |
| 2  | 07-08-1961 | Eastern Grass Court Championships South Orange   |           | Gazon (ext.) | M. Osborne duPont | Karen Hantze Billie Jean Moffitt    | 6-4, 2-6, 6-2 | Parcours |

### Finales en double dames
| No | Date       | Nom et lieu du tournoi                               | Catégorie | Surface      | Vainqueures                      | Partenaire        | Score         |          |
| -- | ---------- | ---------------------------------------------------- | --------- | ------------ | -------------------------------- | ----------------- | ------------- | -------- |
| 1  | 1948       | Cincinnati tournament Cincinnati                     |           | Dur (ext.)   | Dorothy Head Magda Rurac         | Betty Rosenquest  | 3-6, 6-4, 6-2 |          |
| 2  | 01-08-1951 | Eastern Grass Court Championships South Orange       |           | Gazon (ext.) | Shirley Fry Doris Hart           | Midge Buck        | 6-0, 6-1      |          |
| 3  | 23-06-1958 | The Championships Wimbledon                          | G. Chelem | Gazon (ext.) | Maria Bueno Althea Gibson        | M. Osborne duPont | 6-3, 7-5      | Parcours |
| 4  | 15-07-1962 | Middle States Grass Court Championships Philadelphie |           | Gazon (ext.) | Justina Bricka Margaret Smith    | M. Osborne duPont | 7-5, 6-1      | Parcours |
| 5  | 19-07-1965 | Pennsylvania Grass Court Championships Haverford     |           | Gazon (ext.) | Billie Jean Moffitt Karen Susman | Margaret Osborne  | 6-4, 6-1      | Parcours |

## Parcours en Grand Chelem (partiel)
Si l’expression « Grand Chelem » désigne classiquement les quatre tournois les plus importants de l’histoire du tennis, elle n'est utilisée pour la première fois qu'en 1933, et n'acquiert la plénitude de son sens que peu à peu à partir des années 1950.

### En simple dames
| Année | Championnat d'Australie | Championnat d'Australie | Internationaux de France | Internationaux de France | Wimbledon       | Wimbledon   | US National     | US National      |
| ----- | ----------------------- | ----------------------- | ------------------------ | ------------------------ | --------------- | ----------- | --------------- | ---------------- |
| 1951  | -                       | -                       | -                        | -                        | -               | -           | 2e tour (1/16)  | Beverly Baker    |
| 1956  | -                       | -                       | -                        | -                        | -               | -           | 1er tour (1/32) | Bunny Vosters    |
| 1957  | -                       | -                       | -                        | -                        | -               | -           | 2e tour (1/16)  | Janet Hopps      |
| 1958  | -                       | -                       | -                        | -                        | 2e tour (1/32)  | Ann Haydon  | 3e tour (1/8)   | Dorothy Knode    |
| 1959  | -                       | -                       | -                        | -                        | -               | -           | 2e tour (1/16)  | Sally Moore      |
| 1960  | -                       | -                       | -                        | -                        | -               | -           | 2e tour (1/16)  | Darlene Hard     |
| 1961  | -                       | -                       | -                        | -                        | -               | -           | 1er tour (1/32) | Jan Lehane       |
| 1962  | -                       | -                       | -                        | -                        | 1er tour (1/64) | Maria Bueno | 1er tour (1/64) | Nell Hall Hopman |

À droite du résultat, l’ultime adversaire.

### En double dames
| Année | Championnat d'Australie | Championnat d'Australie | Internationaux de France | Internationaux de France | Wimbledon                | Wimbledon                 | US National              | US National              |
| ----- | ----------------------- | ----------------------- | ------------------------ | ------------------------ | ------------------------ | ------------------------- | ------------------------ | ------------------------ |
| 1958  | -                       | -                       | -                        | -                        | Finale M. Osborne        | Maria Bueno Althea Gibson | 1/4 de finale M. Osborne | Jeanne Arth Darlene Hard |
| 1962  | -                       | -                       | -                        | -                        | 3e tour (1/8) M. Osborne | Maria Bueno Darlene Hard  | -                        | -                        |

Sous le résultat, la partenaire ; à droite, l’ultime équipe adverse.

### En double mixte
| Année | Championnat d'Australie | Championnat d'Australie | Internationaux de France | Internationaux de France | Wimbledon                  | Wimbledon                | US National | US National |
| 1962  | -                       | -                       | -                        | -                        | 2e tour (1/32) Donald Dell | Jan Lehane John Newcombe | -           | -           |

Sous le résultat, le partenaire ; à droite, l’ultime équipe adverse.